# Földváry Gábor

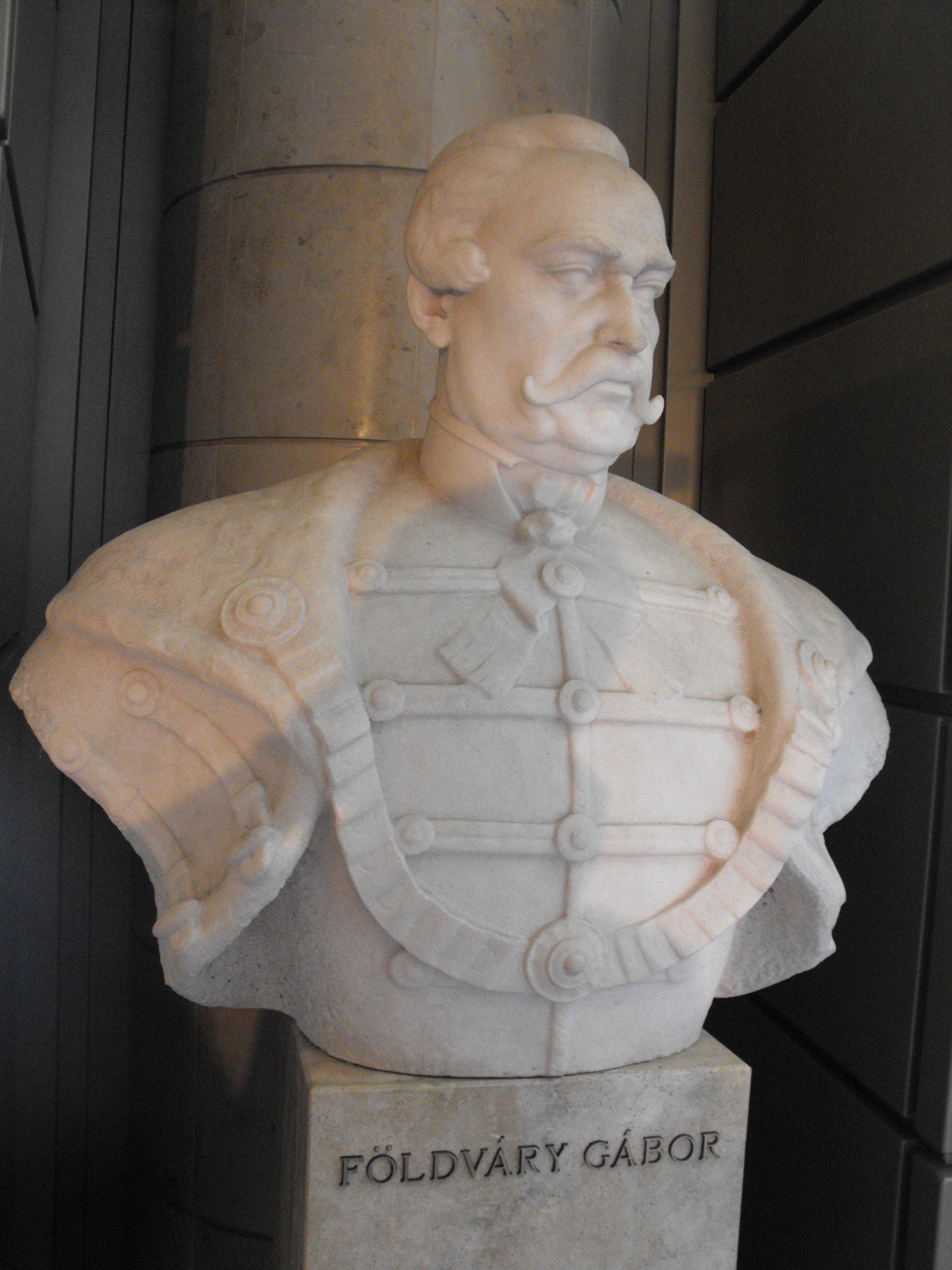
Földváry Gábor szobra Budapesten, a Nemzeti Színház aulájában

Földvári és bernátfalvai Földváry Gábor (Domony, 1787. május 11. – Tass, 1854. május 6.) császári és királyi tanácsos.

## Élete
Földváry Mihály és Szemere Erzsébet fia volt. 1832-től 1836-ig Pest-Pilis-Solt vármegye alispánja, utóbb főispáni helyettese. A pesti nemzeti színház létrejötte körül kiváló és sikeres tevékenységet fejtett ki; az ő alkotása a pesti vakok intézete is. 1832 őszétől a Játékszíni Küldöttség elnöke volt. Széchenyivel ellentétben amellett kardoskodott, hogy az ország első színházát Pest vármegye építtesse meg a Grassalkovich-telken. A gyűjtést vaseréllyel vezette, 1834-ben 1000 forintot ajánlott fel a Nemzeti Színház céljaira.  Az első hazai takarékpénztár létesítésében Fáy Andrásnak buzgó munkatársa volt; 1843–1846-ig Csongrád megye főispánja; 1847-ben Pest-Pilis-Solt megye adminisztrátora. 1848-ban tassi birtokára vonult vissza. Vas Gereben róla írta Egy alispán c. híres regényét.
Arcképe, rézmetszet Perlaszkától 1837-ben. (Másolata a Vasárnapi Ujságban 1886.)

## Munkái
Beszéde Csongrádm. főispáni széke elfoglalásakor 1843. tavaszhó 10. Szeged, 1843. (Öröm innepi beszédek c.)
Cikkei: Urbéri viszonyok (M. Hirlap 1850. 117. sz.), Pest-Soltmegyéből (Budapesti Hirlap 1853. 174. sz.)